# Guillermo Macpherson
Guillermo Macpherson y Hemas (Gibraltar, 1824-Madrid, 1898) fue un diplomático, traductor, naturalista y arqueólogo del siglo XIX, hermano del geólogo José Macpherson.

## Biografía
De una próspera familia de comerciantes asentada en Cádiz, Guillermo Macpherson fue el tercer hijo de los once que llegaron a tener el inmigrante escocés Donald Macpherson, cuyo nombre fue cambiado en el matrimonio católico a Daniel Macpherson (natural de Inverness e hijo de Donald Macpherson y Catalina Grant) y Josefa Hemas Martí (hija de José Ignacio Hemas, natural de Valencia y comerciante, y de Cayetana Martí, natural de Cádiz), casados en abril de 1819. Nació en Gibraltar en 1824, ya que su familia, de ideología liberal, había participado en el motín de Riego y por tanto tuvieron que refugiarse allí de la persecución del tiránico Fernando VII tras la invasión de los Cien mil hijos de San Luis. En 1835 volvieron a Cádiz. De las inquietudes literarias de Guillermo da fe que a los quince años fundara la Sociedad Literaria La Amistad (1839) con su amigo Eduardo Benot, con quien también publicó el periódico La Alborada en 1844. Ayudó a Adolfo de Castro a crear la Academia de Buenas Letras Alfonso el Sabio de Cádiz en 1854. Participó en diversas empresas financieras y trabajó paralelamente como funcionario del servicio consular británico en Cádiz y Sevilla entre los años 1865 y 1877. En 1878 fue nombrado vicecónsul en Madrid, y cónsul en 1885. Sus primeros intereses se centraron en la geología y la prehistoria; publicó La cueva de la mujer (Cádiz, 1870-1871), donde exponía sus hallazgos en la Cueva de la Mujer de Alhama (Granada); algunos de los huesos descubiertos se encuentran en el Gabinete de Historia Natural creado en la Universidad de Sevilla por el antropólogo Antonio Machado y Núñez (1812-1896). Su segundo libro fue Los habitantes primitivos de España (Madrid, 1876). Entró a formar parte de la Sociedad Española de Historia Natural (SEHN) en 1872, y su ejemplo despertó la vocación de su hermano José, uno de los geólogos españoles más relevantes del siglo XIX. Tuvo nacionalidad británica.
Entre 1873 y 1897 tradujo 23 piezas teatrales de Shakespeare en endecasílabo blanco, fundándose para ello en el precedente alemán de August Wilhelm Schlegel, y trasladó los versos rimados en el original también a rima; asimismo, prologó extensamente cada una de ellas. Su estilo de traducción es escueto y eficaz. Según Alfonso Par, si se hubieran editado en conjunto sus prólogos habrían formado el mejor libro de crítica shakespeariana de su tiempo. La primera fue Hamlet, príncipe de Dinamarca (Cádiz, 1873). Entre 1879 y 1882 se publicaron en Madrid siete más, entre ellas una revisión de su Hamlet en 1879 y una tercera en 1882, dos ediciones de Romeo y Julieta (1880 y 1882), Macbeth (1880), Otelo (1881) y Ricardo III (1882). Posteriormente colaboró con el editor Luis Navarro para alargar las traducciones hasta el total ya citado de veintitrés dentro de la colección la «Biblioteca Clásica» (1885-1897), que incluyen las ya publicadas más dieciséis nuevos títulos. Tanto éxito tuvieron estas traducciones directas que las otras versiones quedaron eclipsadas que aparecieron en esa misma época. Se reimprimieron mucho, un grupo de ellas con un prólogo de su amigo gaditano Eduardo Benot. Macpherson fue miembro correspondiente de la Real Academia Española. 